# David Mason (trompetista)
David Mason (Londres, 2 de abril de 1926-29 de abril de 2011) fue un trompetista de orquesta, solista y de sesión, así como profesor de música británico. Se le conoce por interpretar el fliscorno solista en el estreno de la Sinfonía n.º 9 de Ralph Vaughan Williams y por tocar la trompeta piccolo en «Penny Lane» y algunas otras canciones de The Beatles.

## Vida
Mason nació en 1926 en Londres. Estudió en el Christ's Hospital y en el Royal College of Music, donde recibió formación musical con el trompetista Ernest Hall.

## Carrera profesional
Su temprana carrera como músico se vio beneficiada por el inicio de la Segunda Guerra Mundial. Con dieciséis años él no podía ser llamado a filas, pero muchos músicos de más edad ya habían sido reclutados. Por esta razón pudo conseguir mucho trabajo en Londres antes y durante su época de estudiante. Su trayectoria se vio interrumpida por su propia llamada a filas en la Banda de los Guardias Escoceses. Antes de ser llamado a filas era el miembro más joven de la entonces Orquesta Sinfónica Nacional.
Tras abandonar el Royal College of Music, Mason se convirtió en miembro de la orquesta de la Royal Opera House. Más tarde pasó a formar parte de la Royal Philharmonic Orchestra, donde llegó a ser el trompetista principal. Tras siete años en ese puesto, se trasladó a la Orquesta Philharmonia, donde permaneció la mayor parte del resto de su carrera orquestal. Por otra parte fue profesor de trompeta en el Royal College of Music durante treinta años. Allí formó a muchos de los trompetistas que hoy constituyen el núcleo de la profesión en el Reino Unido.

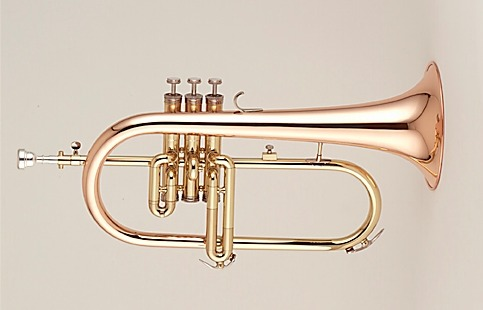
Fliscorno.

Mason interpretó el fliscorno en el estreno mundial de la Sinfonía n.º 9 de Ralph Vaughan Williams, el 2 de abril de 1958. La novedad de utilizar el fliscorno (a menudo considerado un instrumento de jazz o de banda de música) en una obra clásica tan importante atrajo muchos comentarios de la prensa de la época. El propio Mason comentó que toda la cobertura de la prensa se centró en su instrumento, en lugar de plantear una discusión seria sobre esta sinfonía como obra musical.

### Colaboración con The Beatles

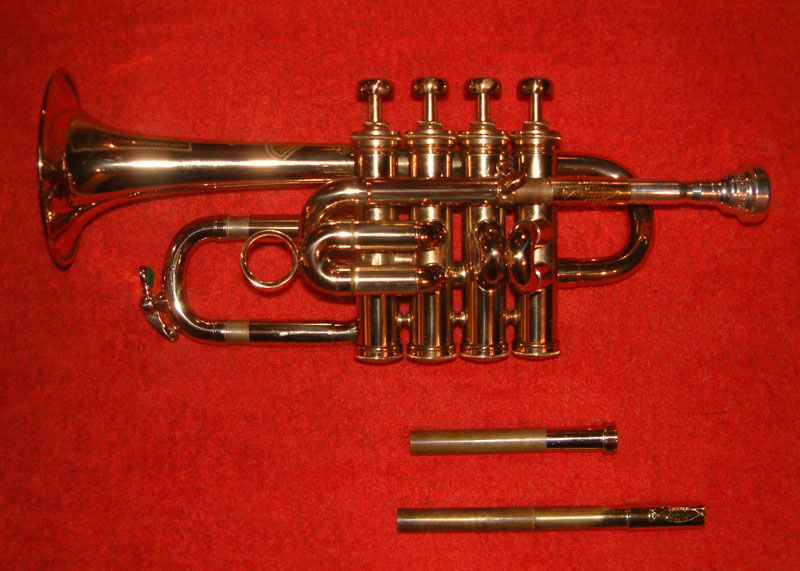
Trompeta piccolo en si bemol, con secciones intercambiables para afinar el instrumento en si bemol (más corto) o en la bemol (más largo).

Mason grabó el solo de trompeta piccolo en la canción «Penny Lane» de The Beatles el 17 de enero de 1967 en los estudios Abbey Road. Este solo ocupa un lugar destacado en la canción y estaba inspirado en una interpretación que Paul McCartney había visto en el programa Masterworks de la BBC 2 de David Mason con la Orquesta de Cámara Inglesa del Concierto de Brandeburgo n.º 2 de Johann Sebastian Bach. Se trata de un estilo barroco simulado para el que la trompeta piccolo es especialmente adecuada, ya que tiene un sonido limpio y claro que penetra bien a través de las texturas medias más densas.
Dicha grabación se hizo con una trompeta piccolo en la, que utiliza una sección de tubo ligeramente más larga que la de la trompeta piccolo en si bemol, que a su vez es una octava más aguda que una trompeta normal en si bemol. Estos solos de trompeta piccolo se convirtieron en algo casi habitual en algunos tipos de música pop, pero este fue innovador en su momento y uno de los primeros que se utilizaron. George Martin escribió más tarde: «El resultado fue único, algo que nunca se había hecho antes en la música rock».
El trompetista participó en varias grabaciones de The Beatles, entre las que se incluyen: «A Day in the Life»,«Magical Mystery Tour», «All You Need Is Love» y «It's All Too Much».

## Muerte
Mason falleció de leucemia el 29 de abril de 2011, a la edad de 85 años.

## Influencia
El Royal College of Music ha otorgado el Premio David Mason de Interpretación Orquestal de Trompeta.